# Cotana
Cotana is een geslacht van vlinders van de familie Eupterotidae, uit de onderfamilie Panacelinae.

## Soorten
- C. affinis Rothschild, 1917
- C. albomaculata Bethune-Baker, 1904
- C. aroa Bethune-Baker, 1904
- C. bakeri Joicey & Talbot, 1917
- C. bisecta Rothschild, 1917
- C. brunnescens Rothschild, 1917
- C. calliloma Turner, 1903
- C. castaneorufa Rothschild, 1917
- C. continentalis Rothschild, 1932
- C. dubia Bethune-Baker, 1904
- C. eichhorni Rothschild, 1932
- C. erectilinea Bethune-Baker, 1910
- C. germana Rothschild, 1917
- C. joiceyi Rothschild, 1917
- C. kebeae Bethune-Baker, 1904
- C. lunulata Bethune-Baker, 1904
- C. meeki Rothschild, 1917
- C. montium Rothschild, 1932
- C. neurina Turner, 1922
- C. pallidipascia Rothschild, 1917
- C. rosselliana Rothschild, 1917
- C. rubrescens Walker, 1865
- C. splendida Rothschild, 1932
- C. tenebricosa Hering, 1931
- C. unistrigata Bethune-Baker, 1904
- C. variegata Rothschild, 1917